# Charles Soreng
Charles Soreng SJ (Chirratoli, Índia, 18 de agosto de 1934 - Ranchi, 11 de janeiro de 2019) foi um religioso indiano e bispo católico romano de Hazaribag.
Charles Soreng ingressou na comunidade jesuíta e foi ordenado sacerdote em 24 de março de 1969.
O Papa João Paulo II o nomeou Bispo de Daltonganj em 23 de outubro de 1989. O arcebispo de Ranchi, Telesphore Placidus Toppo, deu-lhe a consagração episcopal em 9 de fevereiro do ano seguinte; Os co-consagradores foram George Victor Saupin SJ, Bispo de Bhagalpur e Paschal Topno SJ, Bispo de Ambikapur.
Como presidente da Comissão para as Castas protegidas e as populações tribais chama a atenção dos fiéis sobre as difíceis condições nas quais vivem ainda hoje os ex-intocáveis do sistema de casta indiano formalmente abolido.
Em 1º de abril de 1995, João Paulo II o nomeou Bispo de Hazaribag. Papa Bento XVI aceitou em 8 de setembro de 2012 sua demissão por motivos de idade.